# رودپشت (ساری)
رودپشت، روستایی است از توابع بخش مرکزی شهرستان ساری در استان مازندران ایران.
این روستا در ۵ کیلومتری غرب ساری قرار دارد و راه ارتباطی آن با شهر ساری از طریق اتوبان ساری-قائم‌شهر می‌باشد.
این روستا از سمت غرب با شهرک فرهنگیان از سمت شرق با روستای تلوباغ و از سمت شمال با مجتمع مسکونی نوبنیاد همسایه است.
پادگان لشکر عملیاتی ۲۵ کربلا استان مازندران در این روستا و در انتهای خیابان لشکر واقع است.
همچنین مجتمع تجاری نیاوران ساری در جاده منتهی به این روستا قرار دارد.

## جمعیت
این روستا در دهستان اسفیورد شوراب قرار داشته و براساس آخرین سرشماری مرکز آمار ایران که در سال ۱۳۹۵ صورت گرفته، جمعیت آن ۱۵۰۰ نفر (۳۳۰خانوار) بوده‌است.

## آئین‌ها

### آئین دسته روی ماه محرم
این روستا در روز تاسوعا به امامزاده هفت تن پایین سنگریزه دسته روی دارد که دسته این روستا پس از عبور از روستای تلوباغ وارد امامزاده هفت تن می‌شود.
همچنین در روز عاشورا اهالی این روستا در کنار مسجد محل منتظر می‌مانند و پس از عبور دسته روستای تلوباغ به سمت امامزاده قاسم حرکت می‌کنند. از دیگر آیین‌هایی که در این روستا انجام می‌شود تعزیه خوانی محرم است که چند سالی است رواج پیدا کرده‌است.

### برگزاری مسابقات کشتی در روز عید فطر
اهالی این روستا هر ساله پس از انجام مراسم مربوط به عید فطر در هنگام صبح، در بعد از ظهر میزبان جمع زیادی از کشتی گیران و ورزشکاران از سراسر استان مازندران هستند. این مسابقات هر ساله و با حضور مقامات عالی‌رتبه ورزش استان انجام می‌گیرد.

### آئین شام غریبان
اهالی این روستا در شام غریبان در کنار مسجد محل جمع گشته و پس از پیاده‌روی در خیابان‌های روستا به منزل خانواده شهید علی اکبر زادمهر می‌روند و در آنجا پس از سخنرانی بزرگان روستا و یادکردی از شهدای روستا مراسم پایان می‌پذیرد.

## اماکن مذهبی

### مسجد و حسینیه صاحب الزمان (عج)
این مسجد و حسینه تنها مسجد و حسینه روستا می‌باشد. قدمت آن به بیش از چهل سال پیش می‌رسد و طبقه دوم آن در دست ساخت است.

### امامزاده ابراهیم (ع)
این امامزاده در خارج از روستا و در میان درختان آزاد واقع شده‌است. ساختمان این امامزاده در دست ساخت و توسعه است. دربارهٔ تبارنامه این امامزاده اطلاعات زیادی در دست نیست.
| مساجد      | مسجد و حسینیه صاحب الزمان (عج) |
| امامزاده‌ها | امامزاده ابراهیم (ع)           |

## امکانات ورزشی
مجتمع ورزشی شهید زادمهر رودپشت شامل زمین فوتبال و والیبال در انتهای این روستا قرار دارد.
همچنین مجتمع فرهنگی-ورزشی ایثار که چند سالی از تأسیس آن می‌گذرد نیز در این روستا قرار دارد که شامل زمین فوتسال و والیبال، باشگاه بدنسازی و یک استخر مجهز می‌باشد.

## ورزشکاران
این روستا ورزشکاران زیادی را در خود پرورش داده‌است.
از ورزش‌های محبوب در این روستا می‌توان ورزش کشتی را نام برد که هر ساله این روستا در مسابقات بین روستایی در شهرستان ساری رتبه‌های بالایی را کسب می‌کند.

## پادگان لشکر عملیاتی ۲۵ کربلا
این پادگان در انتهای خیابان لشکر واقع است و در گذشته از آن به عنوان میدان تیر استفاده می‌شد.
این پادگان در عملیات‌های برون مرزی ایران در سوریه و عراق نقش بسزایی داشته و شهدای زیادی در میان سربازان این پادگان یافت می‌شود.
میدان تیر نیروی انتظامی شهرستان ساری در این پادگان واقع است.

## جنگل‌ها
این روستا از جنگل‌های زیبایی برخوردار است که بیشتر آن‌ها را جنگل‌های کاج تشکیل می‌دهد که از این روستا تا روستاهای مهدشت و بالادزا ادامه دارد.
این روستا از طریق جنگل با روستاهای تلوباغ، بالادزا، مهدشت، آهی دشت و کردخیل همسایه است.